# العروسة (سليانة)
العروسة إحدى قرى الجمهورية التونسية، وهي مقر معتمدية تابعة لولاية سليانة.

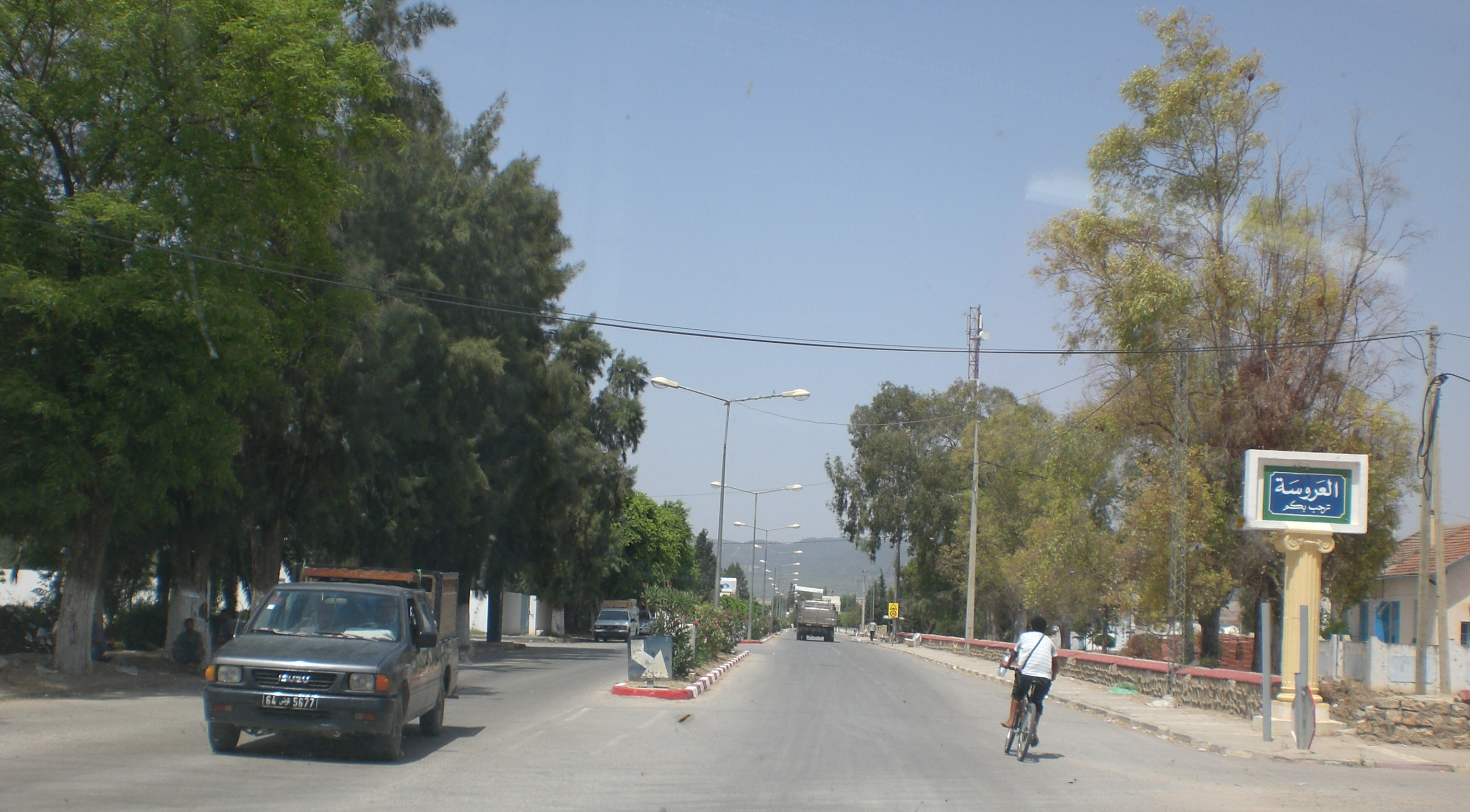
مدخل قرية العروسة

## مشاهير المدينة
- الطاهر الهمامي
- حمة الهمامي
- كمال الرياحي

## أعلام
- الطاهر الهمامي
- حمة الهمامي